# Antonio Maria Serristori
Antonio Maria Serristori (Firenze, 1711 – Firenze, 1796) è stato un politico italiano,  primo ministro del Granducato di Toscana dal 1790 al 1791, sotto Ferdinando III di Toscana.
Discendente dell'omonimo senatore marchese Antonio Serristori, che fu governatore di Livorno nel 1655, fu primo ministro del Granducato di Toscana dal 1790 al 1791, sotto Ferdinando III di Toscana. Nel 1791 fu confermato direttore delle segreterie e nominato ministro degli Affari Esteri del granducato.